# Brecht van Hulten
Brecht van Hulten (Hilversum, 4 juni 1970) is een Nederlands televisiepresentatrice.

## Carrière
Ze was presentatrice van het NOS Jeugdjournaal en presenteerde in het seizoen 2005-2006 de actualiteitenrubriek Goedemorgen Nederland bij de KRO, waar ze ook als bureauredacteur werkte. Van Hulten kreeg daarna een vast contract bij de NOS. Ze werd hoofdzakelijk invaller als presentatrice van het NOS Journaal en werd de opvolgster van Maartje van Weegen als de hoofdpresentatrice voor de programma's van NOS Actueel, vooral voor speciale gelegenheden zoals Koninginnedag, verkiezingsuitslagen of rampen. Verder presenteerde ze Supersenioren voor Omroep MAX. In het seizoen 2009-2010 verving ze enkele malen Winston Gerschtanowitz bij de hoofdpresentatie van het praatprogramma RTL Boulevard op RTL 4. Vanaf eind mei 2010 verving ze bij het nieuwsprogramma Editie NL op RTL 4 presentatrice Margreet Beetsma, die met zwangerschapsverlof ging. Van begin 2011 tot eind 2019 was ze presentator van het VARA-consumentenprogramma Kassa. In 2016 presenteerde ze ook het programma Groen Licht.
Vanaf augustus 2020 presenteerde zij De 5 Uur Show. Op 14 mei 2021 presenteerde Van Hulten haar laatste uitzending voor dit programma, omdat het stopte in verband met tegenvallende kijkcijfers. Sindsdien presenteert zij Opium, het kunst- en cultuurprogramma van AVROTROS op NPO Klassiek.

## Programma's
- Jeugdjournaal, 2000-2005 (NOS)
- Super Senioren, 2005 (Omroep MAX)
- Goedemorgen Nederland, 2005-2006 (KRO/NCRV)
- NOS Journaal, 2006-2009 (NOS)
- NOS Actueel, 2007-2009 (NOS)
- RTL Boulevard, 2009-2010 (RTL 4) als invaller
- Editie NL, 2010 (RTL 4) als invaller
- Kassa,  januari 2011 - december 2019 (BNNVARA)
- Maestro, 2012 (AVRO) als kandidaat
- Groen Licht, 2016 (BNNVARA)
- De 5 Uur Show, 2020-2021 (SBS6)
- De Slimste Mens, 2021 (NPO 2) als kandidaat

## Diversen
- In 2002 kreeg Van Hulten de Philip Bloemendal Prijs voor talentvolle jonge radio- en televisiemakers.
- Van Hulten heeft een dochter en een zoon,[1] en woont in Utrecht.[2]